# Téthys (revue)
Pour les articles homonymes, voir Téthys.
Téthys est une revue scientifique française destinée à la publication internationale de contributions originales dans tous les domaines de la biologie marine. Onze volumes en furent édités par la Station marine d'Endoume à Marseille de mars 1969 à septembre 1985,. Elle faisait suite à la revue Recueil des travaux de la Station marine d'Endoume éditée de 1952 à 1969 à l'initiative de l'océanographe Jean-Marie Pérès.